# NEO-PI-R
Je psihološki vprašalnik za merjenje velikih petih faktorjev osebnosti. Originalni vprašalnik izhaja iz ZDA njegovo izvorno ime pa je Nevroticism Extraversion Openness Personality Inventory Revised. Vprašalnik sta razvila Paul T. Costa mlajši in Robert R. McCrae, sestavljen pa je iz 240 postavk (trditev). Vprašalnik sestavlja pet lestvic:  ekstravertnost, sprejemljivost, vestnost, nevroticizem in odprtost za izkušnje. Vsako izmed teh pa sestavlja še 6 podlestvic. Posameznik na 5-stopenjski lestvici ocenjuje v kolikšni meri se strinja z napisano postavko (popolnoma strinjam / sploh ne strinjam). Vprašalnik je uporaben pri odraslih starih 17 let in več ter obstaja v 2 oblikah - oblika za samooceno in za oceno drugih. Čas reševanja originalnega vprašalnika NEO-PI-R je približno 30 do 40 minut.

## Lestvice in podlestvice vprašalnika
- EKSTRAVERTNOST:
  - Prijaznost
  - Aktivnost
  - Družabnost
  - Iskanje vzburjenja
  - Asertivnost
  - Pozitivno razpoloženje
- SPREJEMLJIVOST:
  - Zaupanje
  - Moralnost
  - Altruizem
  - Sodelovanje
  - Usmiljenost
  - Skromnost
- ČUSTVENA STABILNOST:
  - Jeza
  - Anksioznost
  - Depresivnost
  - Zavrtost
  - Impulzivnost
  - Občutljivost
- VESTNOST:
  - Redoljubnost
  - Učinkovitost
  - Vestnost
  - Preudarnost
  - Disciplinarnost
  - Potreba po uspehu
- ODPRTOST:
  - Vrednote
  - Pustolovstvo
  - Fantazija
  - Bogastvo idej
  - Bogata emocionalnost
  - Umetniški interes

## Zgodovina razvoja vprašalnika
Začetek razvoja vprašalnika je temeljil na analizi vprašalnika 16PF – Sixteen Personality Factor Questionnaire. Najprej je raziskovalce zanimalo, kako se spreminja struktura osebnostnih faktorjev skozi leta. Ugotovili so, da se struktura osebnosti s starostjo ne spreminja in izbrali model treh faktorjev, ki je vključeval odprtost, nevroticizem in ekstravertnost. Tako je na podlagi rezultatov teh raziskav nastal vprašalnik NEO. Toda raziskovalci so se zavedali, da s tem vprašalnikom niso zajeli celotnega obsega individualnih razlik in da ima vprašalnik še vedno pomanjkljivosti – pojavilo se je vprašanje: »V katerega izmed faktorjev pa naj uvrstimo zaupanje, altruizem, samokontrolo, potrebo po dosežkih?«
Nastal je problem, kako torej sploh lahko zajamemo in izmerimo vse osebnostne lastnosti. Kot odgovor je v tem času Goldberg razvil tezo, da so vse individualne razlike tako pomembne za socialne interakcije, da je vsaka kultura morala razviti besede za izražanje teh razlik. Gre torej za leksično metodo in različni raziskovalci so s to metodo pri merjenju osebnostnih dimenzij konsistentno dobili pet podobnih osebnostnih dimenzij oz. faktorjev. Nadaljnje empirične študije so prav tako potrdile 5-faktorski model in opozorile na pomembnost dimenzije sprejemljivosti in vestnosti, ki nista bili vključeni v vprašalnik NEO. Z vključenostjo teh dveh dimenzij pa je nastal končni vprašalnik NEO-PI.
Ker je imel vprašalnika NEO-PI tudi še številne pomanjkljivosti je bil leta 1992 izdan reviziran vprašalnik NEO-PI-R z 240 postavkami in reprezentativnimi ameriškimi normami. 
Pokazalo se je, da je vprašalnik NEO-PI-R primeren za uporabo tudi pri mladostnikih od 12. do 18. leta, ampak da mladostniki nekaterih postavk ne razumejo najbolje. Zato so slovnično zahtevne in manj psihometrično ustrezne postavke vprašalnika zamenjali. Tako je leta 2005 izšel vprašalnik NEO-PI-3, ki je bil psihometrično ustreznejši, postavke so bile krajše, bolj sodobne in bolj pogovorne ter lažje berljive kot postavke pri NEO-PI-R.
Zaradi časovne neekonomičnosti vprašalnika NEO-PI-R so raziskovalci izdelali tudi krajšo obliko vprašalnika, nastal je vprašalnik NEO-FFI. Sestavlja ga 60 postavk, po 12 za vsako izmed 5 osebnostnih dimenzij. Vprašalnik ima dobre psihometrične značilnosti, kljub temu pa je uporaba daljše verzije vprašalnika bolj natančna mera petih osebnostnih dimenzij - dobimo namreč tudi dodatne informacije po faktorjih.

## Povratne informacije udeležencem (feedback)
Osebnostni vprašalniki so občutljivi pripomočki in rezultati oz. podatki, ki jih z njimi dobimo, se lahko močno dotaknejo posameznika ali pa mu sprožijo številna vprašanja. Računalniška interpretacija rezultatov je lahko zavajajoča in posameznika pogosto zmede. Pri povratni informaciji posamezniku o rezultatih moramo biti zato zelo previdni. Točna povratna informacija namreč lahko posamezniku služi kot dobro orodje za  samorazumevanje.  
Da bi se izognili težavam s povratnimi informacijami, so avtorji vprašalnika NEO-PI-R oblikovali list povratne informacije Your NEO Summary, ki je preprost opis visokih, povprečnih in nizkih rezultatov pri udeležencu za vsako od petih osebnostnih lastnosti.

## Uporabnost vprašalnika NEO-PI-R po svetu
V začetku devetdesetih let so se številni psihologi izven ZDA začeli zanimati za uporabo vprašalnika NEO-PI-R v svojih kulturah oz. državah. Vendar pa so se sprva pojavljali dvomi, da se bo vprašalnik tudi v drugih kulturnih okoljih obnašal enako, kot v ZDA. Možno bi bilo namreč, da imajo ljudje v drugih kulturah drugačno strukturo osebnosti in bi se tako vedenja, ki so vključena v NEO-PI-R pri njih drugače povezovala med seboj kot so se povezovala pri Severnoameričanih. Za strukturo vprašalnika bi to pomenilo, da lestvice in podlestvice vprašalnika ne bi bile enake kot v originalnem vprašalniku, kar bi pomenilo, da se vprašalnika v drugih kulturah ne bi dalo uporabljati (ali vsaj ne na enak način in za pridobivanje enakih podatkov kot v ZDA). Avtorja originalnega vprašalnika McCrae in Costa sta se tako odločila ugotoviti ali je njun vprašalnik uporaben tudi v drugih kulturah. Njuno delo je potekalo prek več raziskav, pri čemer sta v svoje analize vključevala vedno več držav. V prvo od tu omenjenih raziskav sta poleg ZDA vključila še šest drugih držav: Nemčijo, Portugalsko, Kitajsko, Japonsko, Izrael in Južno Koreo. Ugotovila sta, da je struktura vprašalnika, dobljena na podatkih iz kultur, ki so bile vključene v raziskavo dovolj podobna tisti pri originalnem vprašalniku, da bi se NEO-PI-R lahko uporabljal tudi v teh državah. To pa pomeni, da so osebnostne lastnosti znotraj kultur, ki so bile vključene v raziskavo, med seboj podobno povezane kot med Severnoameričani. Če so npr. Severnoameričani, ki so družabni, po navadi tudi veseli in energični, se je podoben vzorec lastnosti, ki se med seboj povezujejo, pokazal tudi v drugih kulturah. Povsod so se te lastnosti združevale v faktor ekstravertnost.
Rezultati omenjene študije so zelo dobro kazali v smer univerzalnosti petfaktorskega modela osebnosti in s tem tudi univerzalne uporabnosti vprašalnika NEO-PI-R, saj so bile v raziskavo vključene kulture, katerih jeziki izhajajo iz različnih jezikovnih skupin in med katerimi tudi sicer najdemo nekatere pomembne razlike (npr. razlike na dimenziji kolektivizem – individualizem kulture). Kljub temu sta McCrae in Costa nadaljevala z raziskavami in vanje vključevala vse več držav. V eni izmed študij sta tako zbrala podatke petdesetih držav iz šestih kontinentov, med njimi tudi Slovenije. Ujemanje strukture povezanosti med trditvami v vprašalniku s strukturo originalnega vprašalnika je bilo dovolj visoko v kar 92 % vključenih držav. Nižja ujemanja struktur so se pokazala predvsem v petih afriških državah ter nekaterih državah Azije, vendar pa je bila to morda posledica nizke kvalitete podatkov iz teh držav ter dejstva, da udeleženci v teh državah niso reševali vprašalnika v svojem materinem jeziku, ampak v angleščini oz. francoščini. Ko sta Costa in McCrae kasneje ponovno preverjala uporabnost vprašalnika v teh državah, tokrat na bolj kvalitetnih podatkih in večjih vzorcih, sta potrdila strukturo izvornega vprašalnika. Rezultati dosedanjih študij torej močno kažejo v smer univerzalne uporabe vprašalnika NEO-PI-R.
NEO-PI-R je danes preveden v številne svetovne jezike. V nekaterih državah se sme uradno uporabljati v psihološki praksi, medtem ko v drugih dovoljenja za tovrstno uporabo še nimajo. Tako je tudi na Slovenskem. Imamo sicer slovenski prevod, vendar pa vprašalnik ni standardiziran in se tako ne uporablja v praktične namene.